# Maynor Figueroa
Maynor Figueroa   (Jutiapa, 2 de maig de 1983) és un futbolista hondureny de la dècada de 2010.
Fou internacional amb la selecció d'Hondures.
Pel que fa a clubs, destacà a Wigan Athletic FC i Hull City AFC.

## Referències

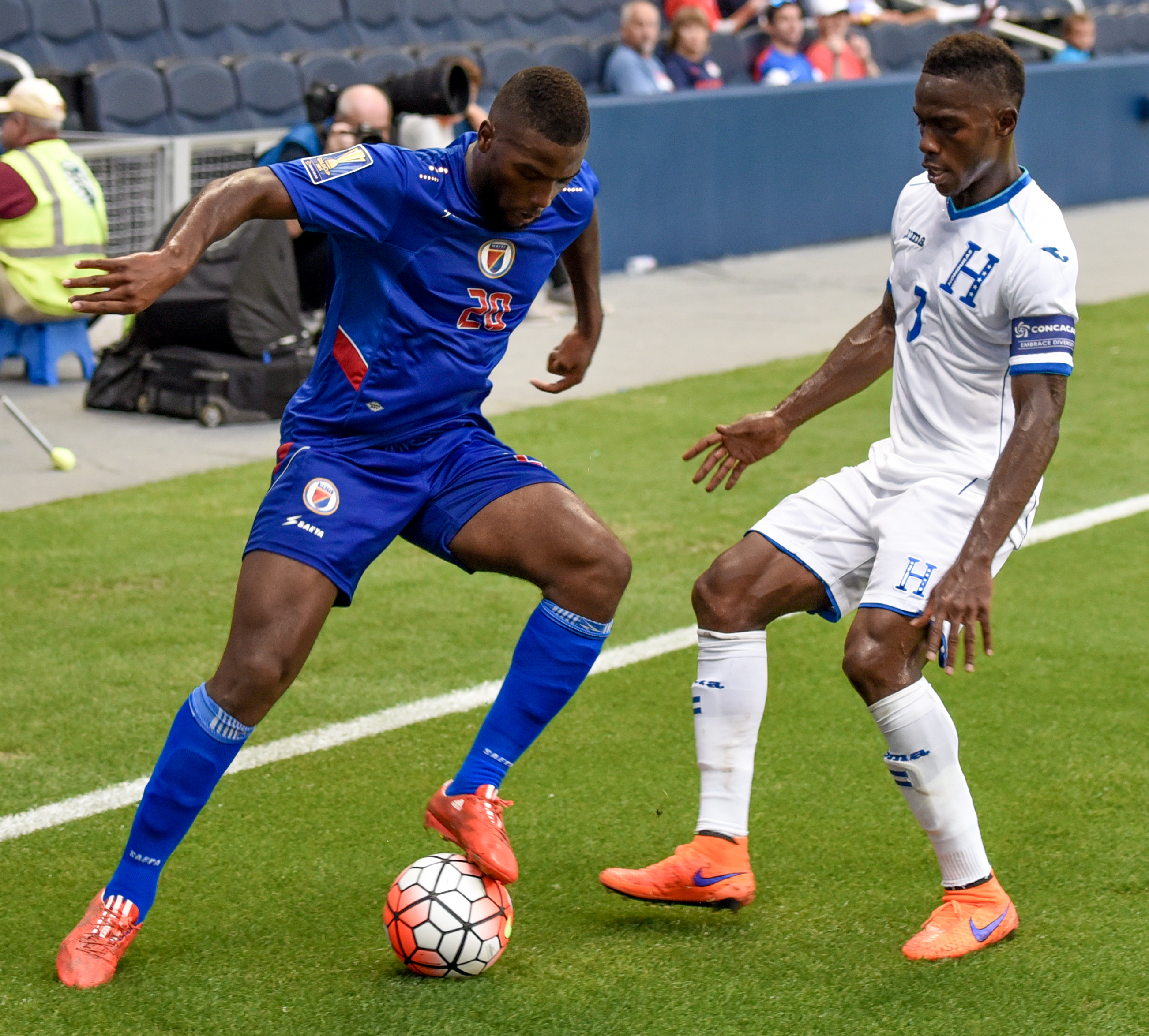
Duckens Nazon d'Haití davant Figueroa a la Copa d'Or, Kansas City, 13 juliol 2015.